# Расим Якуб Хашим
Расим Якуб Хашим е йордански дипломат.

## Дипломатически път
- 1994 – 1998 – първи секретар в посолството в Москва
- 2005 – директор на дирекция „Консулски въпроси и услуги“.
- 2009 – посланик за България.